# Bāghbānān
Bāghbānān (persiska: باغبانان) är en ort i Iran.   Den ligger i provinsen Gilan, i den nordvästra delen av landet, 260 km nordväst om huvudstaden Teheran. Bāghbānān ligger 44 meter över havet och antalet invånare är 913.
Terrängen runt Bāghbānān är platt åt nordost, men åt sydväst är den kuperad. Runt Bāghbānān är det ganska tätbefolkat, med 111 invånare per kvadratkilometer. Närmaste större samhälle är Fūman, 5,0 km öster om Bāghbānān. Trakten runt Bāghbānān består till största delen av jordbruksmark.